# Een orgaan te ver
Een orgaan te ver is een Belgische hoorspel uit de reeks Maskers en Mysterie.

## Verhaal
Dokter Seth Radcliffe en zijn assistente Susan werken op bestelling voor een zekere Ventura, een berucht onderwereldfiguur, om aan orgaandonors te komen. Maar na enkele slachtoffers begint het fout te gaan en komt de politie ze op het spoor. Susan wil ermee stoppen, maar Radcliffe wil nog een laatste bestelling afwerken. Susan voelt zich in het nauw gedreven en zoals het spreekwoord zegt, maakt een kat in het nauw rare sprongen. Voor Radcliffe wordt deze laatste bestelling een orgaan te ver.